# Lauenburg/Elbe
Lauenburg/Elbe – miasto w Niemczech w kraju związkowym Szlezwik-Holsztyn, w powiecie Herzogtum Lauenburg, siedziba związku gmin Lütau. Najbardziej na południe położona gmina kraju związkowego.

## Osoby urodzone w Lauenburg/Elbe
- Karl Ludwig Harding – astronom

## Współpraca
Miejscowości partnerskie:
- Boizenburg/Elbe, Meklemburgia-Pomorze Przednie
- Dudelange, Luksemburg
- Lębork, Polska
- Manom, Francja